# 439
| 439                |
| ------------------ |
| Dødsfald - Fødsler |
|                    |

| Gregoriansk kalender | 439 CDXXXIX             |
| Ab urbe condita      | 1192                    |
| Armensk kalender     | I/T                     |
| Kinesiske kalender   | 3135 – 3136 戊寅 – 己卯 |
| Etiopisk kalender    | 431 – 432               |
| Jødisk kalender      | 4199 – 4200             |
| Hindukalendere       |                         |
| - Vikram Samvat      | 494 – 495               |
| - Shaka Samvat       | 361 – 362               |
| - Kali Yuga          | 3540 – 3541             |
| Iransk kalender      | 183 BP – 182 BP         |
| Islamisk kalender    | 189 BH – 188 BH         |

Se også 439 (tal)

## Begivenheder
- Kejser Toba Dao forener Nordkina (Nordlige Wei-dynasti).